# JP Simões
João Paulo Nunes Simões mais conhecido por JP Simões(Coimbra, 4 de janeiro de 1970) é um cantor e compositor português. É um artista que passou pelos projectos Pop Dell’Arte, Belle Chase Hotel e Quinteto Tati.

## Biografia
Estudou Jornalismo, Direito da Comunicação, Escrita de Argumento, Saxofone, Lingua Árabe e é Mestre em Teoria da Literatura pela Universidade de Lisboa, mas tem exercido essencialmente música, desde 1995,  com os Pop dell’Arte, Belle Chase Hotel, Quinteto Tati, e a solo como JP Simões e como Bloom.
Escreveu contos, letras de canções, argumentos para cinema e participou activamente como músico e actor em filmes de Fernando Vendrell, Edgar Pêra, António Ferreira e outros, assinando pelo caminho algumas bandas sonoras para documentários.
No teatro, escreveu o libreto da “Ópera do Falhado” (Editora 101 Noites, 2004) partilhando a invenção musical com o compositor Sérgio Costa. Nesse ano é lançado o álbum do seu Quinteto Tati.
Em 2007 lançou “1970”, (Valentim de Carvalho) o seu primeiro álbum a solo, e “O Vírus da Vida”, (Sextante Editora, 2007), livro de contos com ilustrações de André Carrilho.
Na televisão, concebeu, editou e apresentou a série de programas de divulgação da nova música portuguesa, “Quilómetro Zero”, transmitidos em 2008 pela RTP2, grande vencedor do Festival de Documentário Grande Angular, em 2009.
Em Abril de 2009, lançou “Boato” onde recupera algumas das músicas lançadas anteriormente.
Em Novembro de 2010 lança um novo disco, feito em parceria com o compositor Afonso Pais: “Onde Mora o Mundo”.
Colabora com a cantora Márcia. Para 2013 será lançado o disco “Roma”.
Em 2017, tem novo projecto, designado Bloom.
Discografia:
- 1995 - Sex Symbol (Pop Dell'Arte)
- 1998 - Fossanova (Belle Chase Hotel)
- 2000 - La Toilette des Étoiles (Belle Chase Hotel)
- 2004 - Exílio (Quinteto Tati)
- 2007 - 1970 (JP Simões)
- 2009 - Boato (JP Simões)
- 2010 - Onde Mora o Mundo (JP Simões & Afonso Pais)
- 2013 - Roma (JP Simões)
- 2017 - Tremble like a flower (Bloom)

Algumas compilações:
- Tribute to Scott Walker (2005) - Rosemary
- Uma Outra História (2005) - Inquietação

Algumas colaborações (em discos, espectáculos e músicas):
- Riciotti Ensemble Lusitano Tour (2002)
- Wordsong (2002)
- Cindy Kat (2006)
- Couple Coffee (2005/2010)
- Manuel João Vieira
- Rodrigo Leão
- Vitorino Salomé
- Sérgio Godinho
- Jorge Palma
- Norberto Lobo
- Ursula Rucker
- Lula Pena
- B Fachada
- Márcia
- Sérgio Godinho

Entre outros.
Bibliografia resumida:
- 2004 - “A Ópera do Falhado”, Edições 101 Noites
- 2007 - “O Vírus da Vida”, Sextante Editora